# Franz-Josef Britz

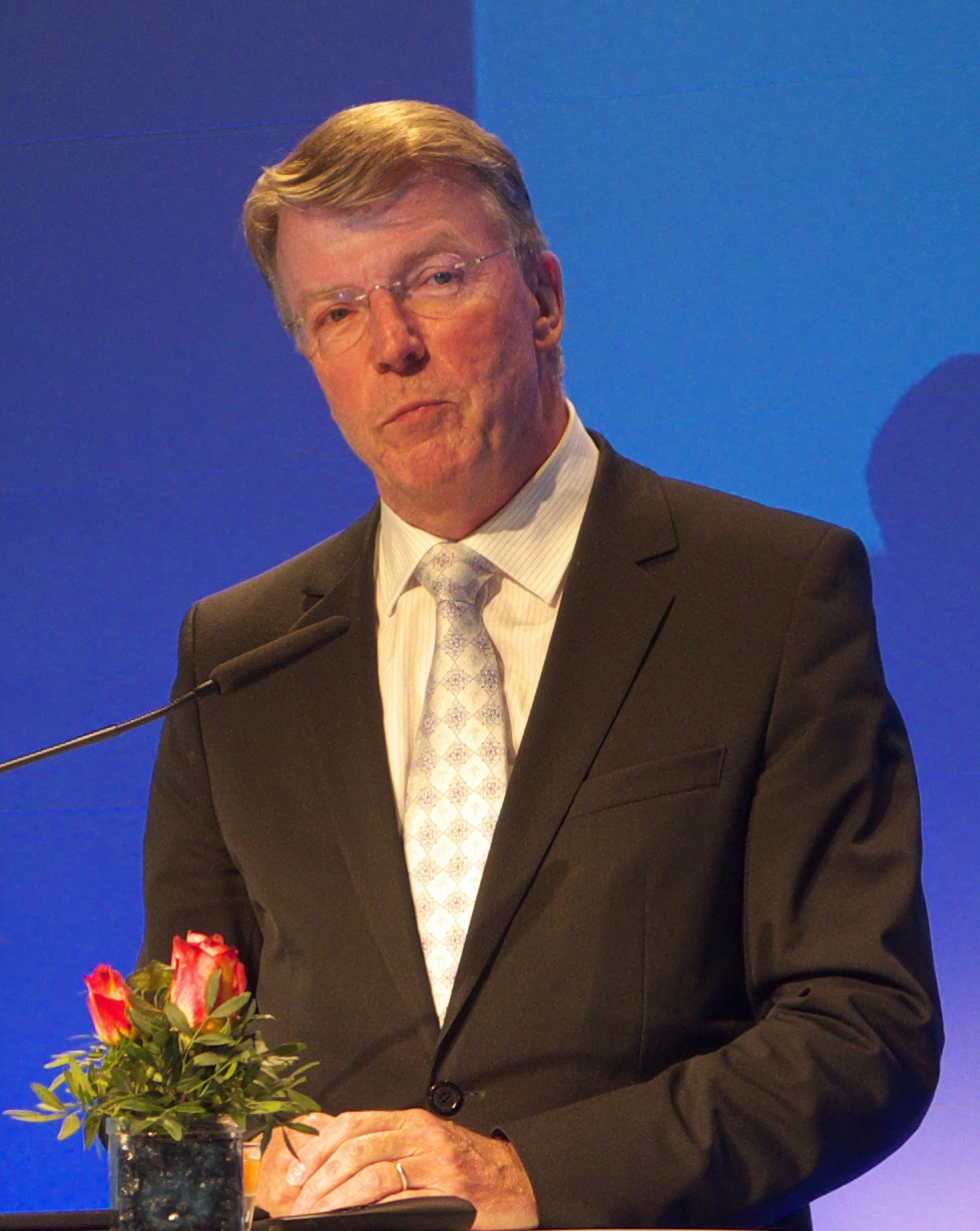
Bürgermeister Britz, 2011

Franz-Josef Britz (* 20. Mai 1948 in Essen) ist ein deutscher Politiker (CDU). Er war von 1990 bis 2005 Abgeordneter im Landtag von Nordrhein-Westfalen.

## Bildende Laufbahn
Franz-Josef Britz studierte nach dem Ablegen des Abiturs von 1966 bis 1971 Wirtschaftswissenschaften an der Ruhr-Universität Bochum. Hier erwarb der den Abschluss zum Diplom-Ökonom. Von 1971 bis 1973 war er Referendar im Vorbereitungsdienst an einer berufsbildenden Schule. Die Zweite Staatsprüfung legte er 1973 ab. Von 1973 bis Mai 1990 war er an den Berufsbildenden Schulen der Stadt Gladbeck zunächst als Studienrat, dann Oberstudienrat tätig. Ferner war er Mitglied von Prüfungsausschüssen bei der Industrie und Handelskammer Gelsenkirchen-Buer.
Franz-Josef Britz ist verheiratet und Vater eines Sohnes und einer Tochter.

## Politische Laufbahn
Seit 1971 ist Britz Mitglied der CDU. Von 1979 an ist er im Rat der Stadt Essen Mitglied der Fraktion der CDU, deren stellvertretender Vorsitzender und war von 1999 bis 2009 Fraktionsvorsitzender.
Seit Oktober 2009 ist er 2. Bürgermeister der Stadt Essen.
Er zog 1990 über die Landesliste in den 11. Landtag von Nordrhein-Westfalen ein. Im 12. und 13. Landtag blieb er bis 2005 Mitglied. In den 14. Landtag rückte Britz am 4. November 2009 nach und schied 2010 nach der nächsten Wahl wieder aus. Von 1993 bis 2005 saß er im Fraktionsvorstand der CDU-Landtagsfraktion und war Sprecher von Ausschüssen der CDU-Landtagsfraktion.
Franz-Josef Britz war von 2003 bis 2015 Vorsitzender des CDU-Kreisverbandes Essen und von 2005 bis 2014 Mitglied im Landesvorstand der nordrhein-westfälischen CDU.